# 소비에트 서부 공세 (1918년-1919년)
1918~1919년 소비에트 서부 공세(영어: Soviet westward offensive of 1918–1919 소비엣 웨스터월드 오펜시브 오브 1918-1919[*], 혹은 1918~1919년 붉은 군대의 발트해 연안과 벨라루스 점령(러시아어: Поход Красной армии в Прибалтику и Белоруссию (1918—1919) 포코드 그라스노이 아르미이 브이 프리발티쿠 이 벨로루씨유[*])는 러시아 소비에트 연방 사회주의 공화국이 제1차 세계대전에서 패배한 독일 제국이 철수했던 지역인 동부최고지휘부로 진군한 일련의 군사작전으로, 주로 동유럽 지역에서 일어났다. 에스토니아에 대항하여 일으킨 소비에트 서부 전선 공세는 국경이 유지되는 것으로 그쳤다. 새로 형성된 러시아 제국 서부군에 대해 실시한 비스와강 공세는 벨라루스, 폴란드, 우크라이나를 포함한 소비에트 정부의 수립을 목표로 하였으며 서쪽으로 최대한 진군하여 독일 혁명과 연계시키려고 시도한 군사 작전이기도 했다. 이 전쟁은 결국 발트 해에서의 독립 운동과 소비에트-폴란드 전쟁, 그리고 우크라이나 및 벨라루스와 소비에트 러시아 간의 전쟁으로 이어졌고, 영국과 프랑스, 러시아 백군, 그리고 동유럽에 살던 독일인 자원 부대가 반소비에트 세력을 도와 참전하는 결과를 낳았다.

## 배경
브레스트-리토프스크 조약 체결 이후, 러시아 임시 정부는 18세기에서 19세기에 얻은 유럽 영토 대부분을 잃어야 했다. 폴란드, 벨라루스, 우크라이나, 발트 3국은 독일 제국이 자국을 제한적으로 독립시켜 완충 지대로 삼으려고 했음에도 불구하고 독일 제국의 독립 약속에 기뻐했다. 그러나 독일군은 서부 전선으로 몰락했고, 오스트리아-헝가리 제국이 자체적으로 해체되면서, 이들은 중부 유럽 내에 직접 국가를 건설해야 했다. 당시 독일 제국의 적이었던 러시아 제국이 이 지역 내에 손을 쓸 수 없었는데, 그 이유는 1918년 러시아 혁명이 지속적으로 이어져 이 문제에 간섭할 수 없었기 때문이었다.
독일 제국군이 자국으로 철수를 시작하였다. 수많은 장교와 병사들이 이 지역을 버리고 고국으로 귀환했다. 한 때 동맹국이 점령했던 이 지역은 그 국가들에게 버려지자, 계획대로 독일에 의해 창설된 지역 정부와 독일군이 물러나고 나서 새로이 탄생한 지역 정부, 폴란드, 그리고 이 지역을 볼셰비키 러시아로 통합하고자 하는 볼셰비키들의 난투장으로 변했다. 벨라루스인, 에스토니아인, 리투아니아인, 우크라이나의 민족, 그리고 심지어는 코자크 족이 세운 새로운 국민 국가가 탄생했다. 내부 투쟁은 벨라루스 정부가 지속적으로 힘을 유지하는 것을 방해했고, 우크라이나는 더욱 복잡한 상황이었다. 우크라이나는 아나키스트 단체와 공산주의자, 백군과 새로 탄생한 폴란드군, 그리고 옛 연합군이 편을 갈라먹으며 싸움을 벌이고 있었다. 버려진 지역에서 루마니아, 연합국, 헝가리 왕국, 체코슬로바키아 등이 개입하면서 상황은 더욱 꼬였다.

## 전쟁

### 핀란드 내전
가장 먼저 전쟁이 터진 곳은 옛 러시아 제국의 통치를 받던 핀란드였다. 핀란드는 1917년까지 핀란드 대공국이라는 이름으로 러시아의 지배를 받고 있었으나, 1918년 브레스트-리토프스크 조약 이후 독립을 쟁취했다. 그러나 1917년의 독립 선언은 핀란드를 통일시키는데 실패했으며, 민족주의자인 핀란드 백위군과 사회주의 세력인 붉은 핀란드가 대립하는 양상을 띄었다. 제1차 세계 대전이 막바지에 이르던 1918년 1월, 러시아 SFSR 군대의 지원을 받은 붉은 핀란드 군이 핀란드 백위군을 공격하면서 내전이 시작되었다. 붉은 핀란드군은 1918년 2월 대규모 공세를 펼쳤으나 이는 실패로 돌아갔다. 3월부터는 핀란드 백위군이 반격을 시작했고, 템페레 전투에서 붉은 핀란드군을 격파하면서 붉은 핀란드군은 재기를 꾀하기 어렵게 되었다. 1918년 4월에는 독일 제국의 군대가 핀란드 백위군을 지원하기 시작하였고, 스웨덴, 폴란드, 에스토니아에서도 의용군이 핀란드 백위군을 지원하였다. 결국 5월 15일 붉은 핀란드 군이 항복하면서 내전은 끝나게 되었고, 러시아군은 1918년 11월에 핀란드에서 철수하였다.

### 에스토니아 독립 전쟁
1918년 러시아 내전이 발발하였을 때, 에스토니아는 1918년 2월, 독립을 선포했다. 이후 1918년 2월 24일 에스토니아 지역에는 에스토니아 임시 정부가 수립되었다. 그러나 이 임시 정부는 독일 제국군이 2월 25일 에스토니아의 수도 탈린을 점령하면서 멸망하게 되었다. 그러나 1918년 11월 독일 제국이 항복하면서, 에스토니아인들은 다시 독립적인 정부 수립을 시도했다. 러시아 사회주의 공화국 군대는 에스토니아를 자국의 영토로 편입시키기 위해 1918년 11월 28일 나르바에 주둔한 에스토니아 국경 수비대를 공격하였고, 이로써 러시아 사회주의 군과 에스토니아 군 간의 전쟁이 발발했다. 초기에 러시아 사회주의 군은 에스토니아 군대를 압박하여 에스토니아 영토의 절반 가량을 차지하였다. 그러나 1919년 12월 23일 영국 해군 부대가 에스토니아 군을 지원하고 러시아 사회주의 공화국의 해군 순양함 2척을 나포하면서 에스토니아군은 해상에서 우위를 점하게 되었다. 이러한 상황에도 러시아 사회주의 공화국 군대는 에스토니아의 수도 탈린에서 34km 떨어진 아이나지를 점령하는 데 성공했다.
전세는 1919년부터 역전되어, 에스토니아 군은 핀란드 의용군과 연합하여 1919년 1월 라그나 전투와 파유 전투에서 러시아 사회주의 공화국 군대를 상대로 대승을 거두었다. 이 무렵에는 에스토니아에서 외국인 용병 부대가 창설되어 스웨덴, 덴마크, 러시아 백군, 잉그리안 인들의 의용군이 여기에 편입되었다. 1919년 5월부터 에스토니아는 적극적인 공세로 방향을 바꾸어 러시아 사회주의 군과 발트 해 독일군 부대를 상대로 공세를 폈다. 1919년 6월 라트비아와 연합한 에스토니아는 체시스 전투에서 발트 해 독일군 부대와 싸워 승리를 거두었다. 11월 18일부터 12월 30일까지는 러시아 사회주의 공화국 군과 크리바수 전투에서 붙었는데 여기에서도 에스토니아 군대는 대승을 거두었다. 이 때 당시 전선은 페트로그라드 인근까지 뻗쳐 있는 상황이었다. 결국 1920년 타르투 조약으로 에스토니아는 독립을 인정받는다.

### 라트비아 독립 전쟁
라트비아 역시 에스토니아와 마찬가지로 1918년 11월 17일 라트비아 인민 위원회를 수립한다. 1918년 11월 18일, 라트비아 공화국이 리가에서 선포되며 이에 반발한 러시아 적군은 12월 1일 라트비아를 침공한다. 1918년 1월 5일 라트비아 제1독립여단이 창설되었지만, 라트비아 임시 정부는 옐가바에서 리에파야로 후퇴하였다. 1918년 3월 3일, 연합 독일군과 라트비아 군이 러시아 적군을 상대로 반격을 지시했다. 이 결과로 3월 10일 살두스가 라트비아에 의해 탈환된다. 하지만 발트 해 독일군 부대가 라트비아와 러시아 적군의 대립을 틈타 1919년 5월 22일 수도 리가를 점령했다. 라트비아는 발트 해 독일군 부대와 러시아 적군을 상대로 에스토니아와 연합하여 반격을 감행한다. 5월 16일에는 에스토니아 부대가 라트비아 북부에서 러시아 적군을 상대로 공세를 시작했고, 1919년 친독일 임시 정부는 에스토니아-라트비아 연합군과 휴전 조약을 맺었다. 이후 1920년 폴란드가 에스토니아-라트비아 연합군과 동맹을 맺고 러시아 적군을 공격하였다. 다우가프필스 전투에서 러시아 적군이 패배하자 러시아 사회주의 공화국은 1920년 8월, 리가 조약으로 라트비아의 독립을 인정한다.